# Öppen marknadsoperation
Öppen marknadsoperation är ett av centralbankernas penningpolitiska verktyg. Genom att köpa eller sälja statspapper förändrar banken den monetära basen och kan på så sätt justera räntan.
När centralbanken säljer statspapper minskar penningmängden och då höjs räntan, om den istället köper statspapper ökas penningmängden och räntan sjunker.